# Zentraler Militärklub

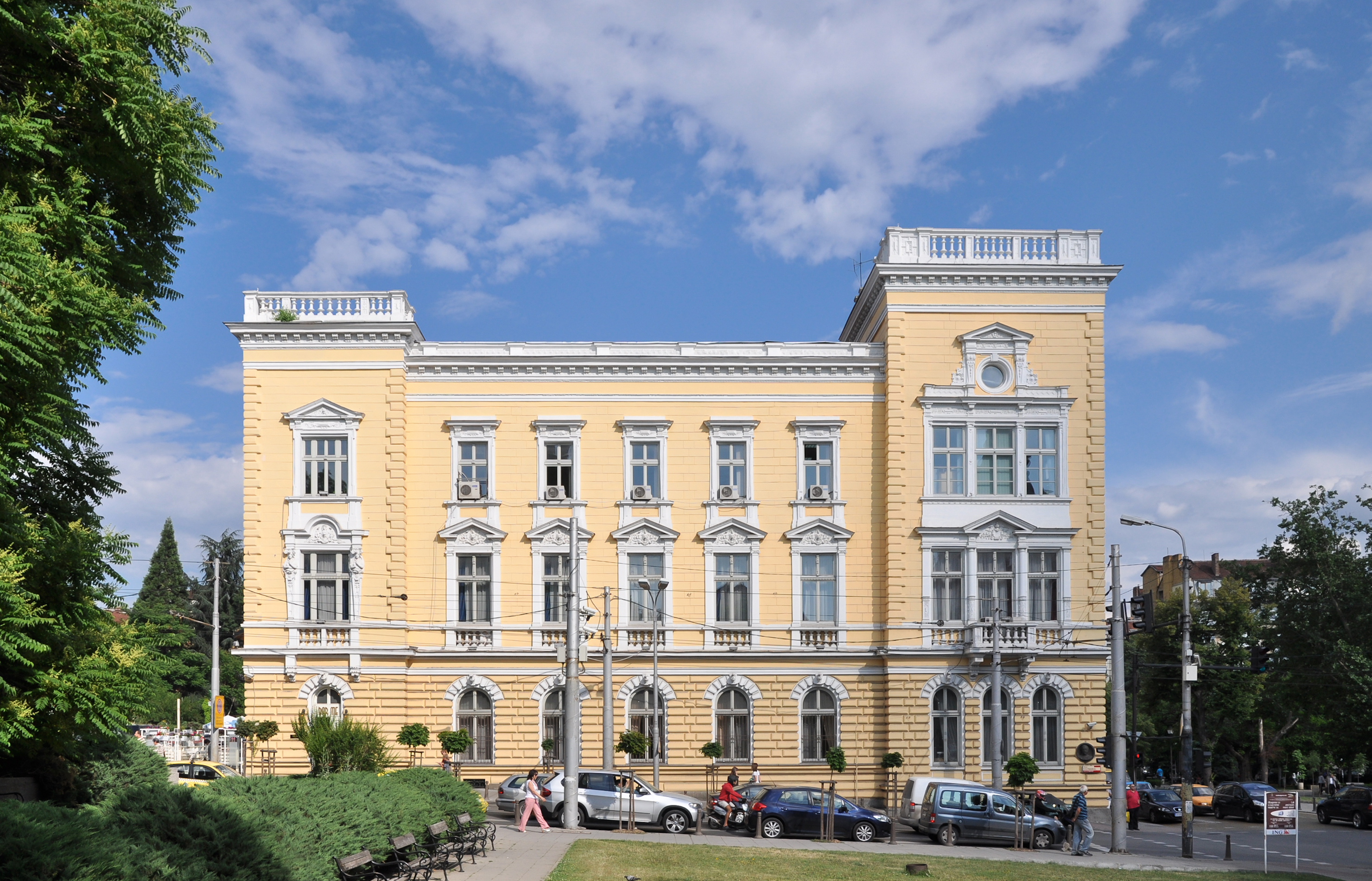
Zentraler Militärklub

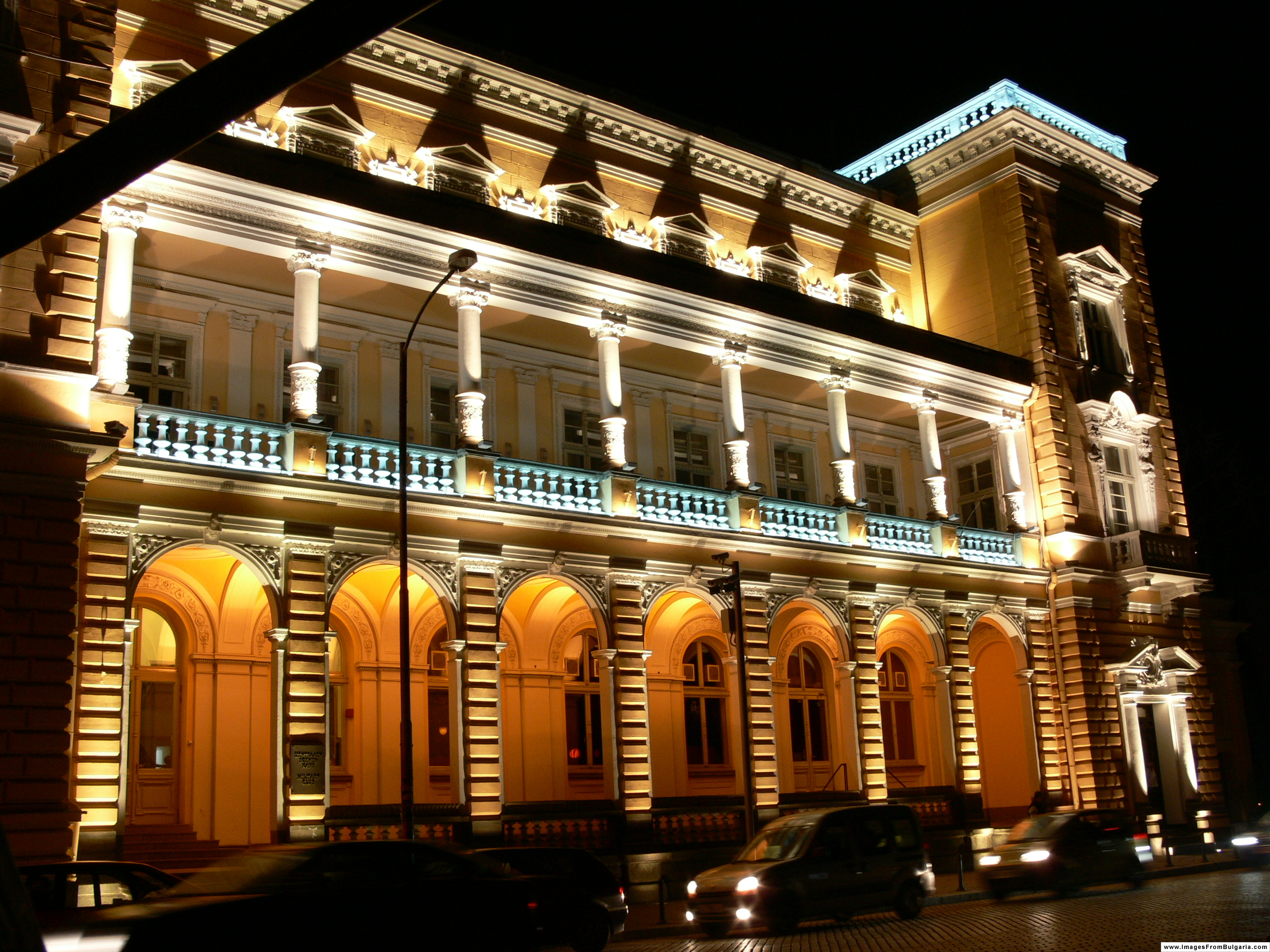
Der Zentrale Militärklub bei Nacht

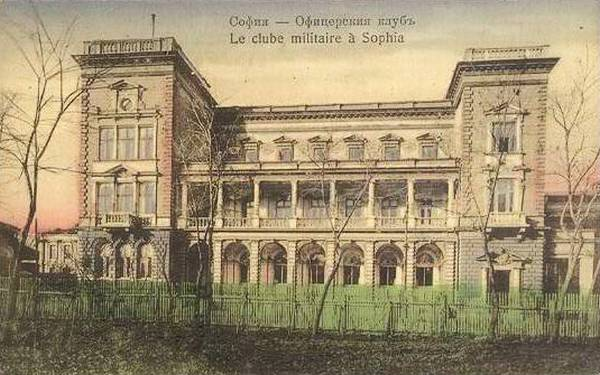
Der Militärklub auf einem alten Foto – damals unter dem Namen „Offiziersklub“

Der Zentrale Militärklub (bulg.: Централен военен клуб/Zentralen woenen klub) ist ein dreistöckiges Gebäude in der bulgarischen Hauptstadt Sofia. Das Gebäude ist im Stil der Neorenaissance gehalten.

## Lage
Der Zentrale Militärklub befindet sich am Zar Osvoboditel Boulevard Nr. 7, gegenüber der russischen Kirche auf der anderen Seite der Rakowski-Straße und liegt in der Nähe des Iwan-Wasow-Nationaltheaters.

## Geschichte
Der Bau wurde 1883 durch Adolf Kolar begonnen und 1903 durch Friedrich Grünanger vollendet.
Der Grundstein für das Gebäude wurde 1895 gelegt. Der Militärklub wurde vom tschechischen Architekten Antonín Kolář entworfen und von seinem bulgarischen Kollegen Nikola Lasarow im Jahr 1907 fertiggestellt. Zur Erinnerung an den Serbisch-Bulgarischen Krieg (1885–1886) wurde ein Stein, der vom Schlachtfeld von Sliwniza stammt, in das Fundament gelegt.

## Nutzung
Das Gebäude diente vor dem Zweiten Weltkrieg als Ballsaal für die bulgarische Oberschicht und Königsfamilie. Der Konzertsaal hat heute Platz für 450 Zuschauer. Nach einer Renovierung als Teil eines Stadtverschönerungsprojekts wird das Gebäude als Kulturzentrum und Theater genutzt, auch Kunstausstellungen finden statt. Der ehemalige Ballsaal, heute ein Konzertsaal, wird oftmals von privaten Veranstaltern gebucht.
Im Gebäude befindet sich auch die Zentrale Militärbibliothek, die über 120.000 Bände verfügt.
2008 fand hier ein bedeutendes Schachturnier, das M-Tel Masters, statt. Im April und Mai 2010 war der Zentrale Militärklub Austragungsort der Schachweltmeisterschaft zwischen Weltmeister Viswanathan Anand und seinem Herausforderer Wesselin Topalow.